# La Degollada
La Degollada és un territori del terme municipal de Senterada, al Pallars Jussà.
Està situat a la vora esquerra del barranc de l'Escalella, a llevant del Codó, i al nord de la Taula d'Enserola. És al davant i a ponent de Reguard, a la part sud-occidental del terme municipal de Senterada. Forma el contrafort oriental del Codó.